# 341 (szám)
A 341 (római számmal: CCCXLI) egy természetes szám, félprím, a 11 és a 31 szorzata.

## A szám a matematikában
A tízes számrendszerbeli 341-es a kettes számrendszerben 101010101, a nyolcas számrendszerben 525, a tizenhatos számrendszerben 155 alakban írható fel.
A 341 páratlan szám, összetett szám, azon belül félprím, kanonikus alakban a 111 · 311 szorzattal, normálalakban a 3,41 · 102 szorzattal írható fel. Négy osztója van a természetes számok halmazán, ezek növekvő sorrendben: 1, 11, 31 és 341.
Nyolcszögszám. Középpontos köbszám.
A 341 négyzete 116 281, köbe 39 651 821, négyzetgyöke 18,46619, köbgyöke 6,98637, reciproka 0,0029326. A 341 egység sugarú kör kerülete 2142,56619 egység, területe 365 307,53535 területegység; a 341 egység sugarú gömb térfogata 166 093 159,4 térfogategység.